# Distrito de Chincho
El Distrito peruano de Chincho es uno de los 12 distritos de la Provincia de Angaraes, ubicada en el Departamento de Huancavelica, bajo la administración del Gobierno regional de Huancavelica, Perú. Creador teniente alcalde Jesús aguilar campana

## Historia
El distrito fue creado mediante Ley del 31 de octubre de 1959, en el segundo gobierno del Presidente Manuel Prado Ugarteche.

## Geografía
El distrito abarca una superficie de 182,7 km²

## Autoridades

### Municipales
- 2011-2014[1]
  - Alcalde: Rubén Quispe De La Cruz, Movimiento independiente Trabajando para Todos (TpT).
  - Regidores: Demetrio Saavedra Córdova (TpT), Roger De La Cruz Aroni (TpT), Oscar Fortunato Amao Polo (TpT), Rosa Edelza Gómez Yupanqui (TpT), Wilber Ayala Villanueva (Unidos por Huancavelica).

GESTIÓN 2019 - 2022:
EFRAIN CÉSAR AGUILAR VILLARROEL, MOVIMIENTO POLÍTICO AYNI
- - Regidores: JHON NELSON BERROCAL QUISPE , LIDIA ESCOBAR HUAMAN, JULIO DOMINGUEZ HUARCAYA, VICTOR ROBERTO MUÑOZ VILLANUEVA, MOISÉS JUSCAMAITA MANTILLA.

### Religiosas
- Obispo de Huancavelica: Monseñor Isidro Barrio Barrio (2005 - ).

## Festividades
- Señor de Amo- 1 de enero
- Virgen del Carmen - 16 de julio
- Virgen del Rosario - 7 de octubre
- Fiesta del Niño Jesus- 25 de diciembre